# Robin Zentner
Robin Zentner (Rüdesheim am Rhein, 28 ottobre 1994) è un calciatore tedesco, portiere del Magonza.

## Carriera
Cresciuto nelle giovanili del Magonza, ha esordito il 24 ottobre 2017 in un match di DFB-Pokal vinto 3-2 contro l'Holstein Kiel.

## Statistiche

### Presenze e reti nei club
Statistiche aggiornate al 24 dicembre 2017.
| Stagione        | Squadra         | Campionato      | Campionato | Campionato | Coppe nazionali | Coppe nazionali | Coppe nazionali | Coppe continentali | Coppe continentali | Coppe continentali | Altre coppe | Altre coppe | Altre coppe | Totale | Totale | Totale |
| Stagione        | Squadra         | Comp            | Pres       | Reti       | Comp            | Pres            | Reti            | Comp               | Pres               | Reti               | Comp        | Pres        | Reti        | Pres   | Reti   |        |
| --------------- | --------------- | --------------- | ---------- | ---------- | --------------- | --------------- | --------------- | ------------------ | ------------------ | ------------------ | ----------- | ----------- | ----------- | ------ | ------ | ------ |
| 2015-2016       | Holstein Kiel   | 3L              | 25         | -28        | CG              | 0               | 0               |                    | -                  | -                  |             | -           | -           | 25     | -28    |        |
| 2016-2017       | Holstein Kiel   | 3L              | 1          | 0          | CG              | 0               | 0               |                    | -                  | -                  |             | -           | -           | 1      | 0      |        |
| 2017-2018       | Magonza         | BL              | 8          | -13        | CG              | 2               | -3              | UEL                | 0                  | 0                  |             | -           | -           | 10     | -16    |        |
| Totale carriera | Totale carriera | Totale carriera | 34         | -41        |                 | 2               | -3              |                    | -                  | -                  |             | -           | -           | 36     | -44    |        |